# 日本山岳写真集団
日本山岳写真集団（にほんさんがくしゃしんしゅうだん）は日本の山岳写真家のプロ組織。活動内容は、写真展での作品発表、写真集などの出版、雑誌・新聞などへの執筆、フォトセミナーや講演会の開催など。
- 1967年4月、山岳写真の分野では初のプロ写真作家集団として結成。参加作家は、三宅修(代表)、白簱史朗、山下喜一郎、小森康行、内田良平、横山宏、竹之原陽一郎、大塚大、川口邦雄の9名[1]。
- 2014年11月5日(水)～11月10日(月)、リコーイメージングスクエア新宿(ペンタックスフォーラム)にて、第33回日本山岳写真集団展「わが心の山」を開催。出展者は、渡辺千昭(代表)、内田良平、烏里烏沙、大関康史、熊澤正幸、高橋良行、三宅修、渡辺幸雄の8名[2]。他に岩橋崇至も含めた9名が、この時点の構成作家。
- 2017年12月13日(水)～12月18日(月)、リコーイメージングスクエア新宿にて、第34回日本山岳写真集団展「わが心の山」(競作展「槍・穂高・剱岳」)を開催。出展者は、岩橋崇至、内田良平、烏里烏沙、大関康史、熊澤正幸、高橋良行、三宅修、村田一朗、渡辺幸雄の9名[3]。

## 関連図書
- 東京都写真美術館(監修) 編『山を愛する写真家たち―日本山岳写真の系譜』日本写真企画、1999年9月。ISBN 4930887178。
- 日本山岳写真集団『北アルプス名山20 : 日本山岳写真集団創立20周年記念出版』山と渓谷社、1987年9月。ISBN 4635546187。